# Gamergate

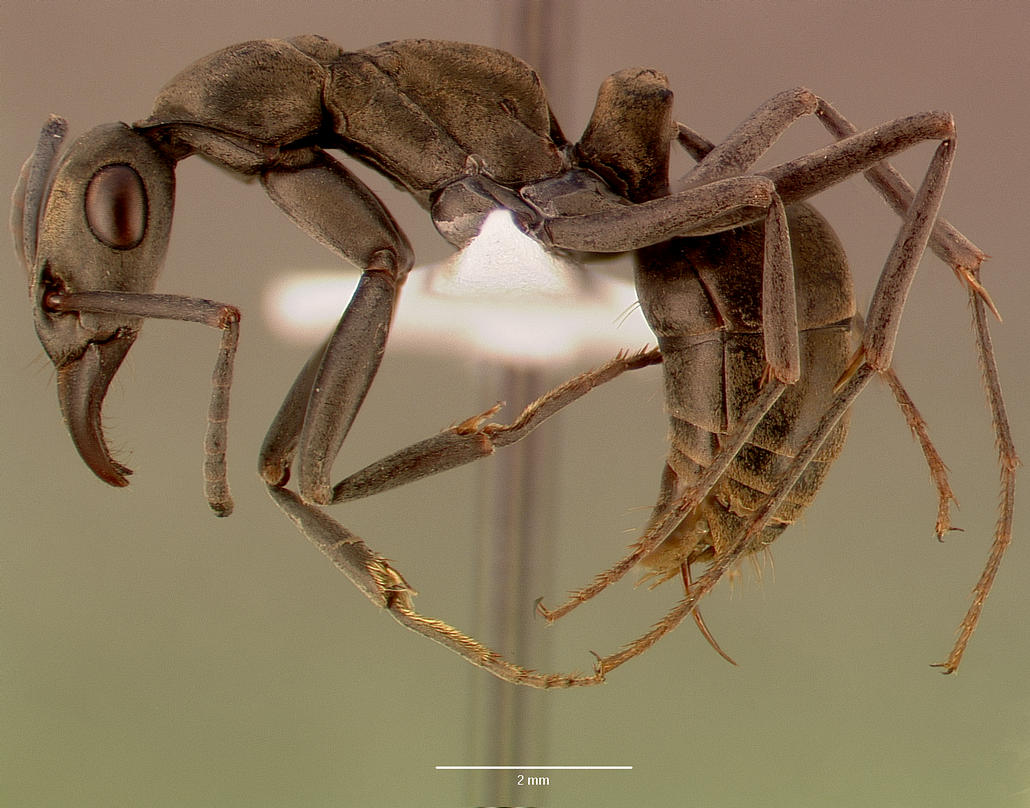
Pachycondyla-berthoudi-Arbeiterin

Eine Gamergate (griechisch gametes „Gatte“, ergatos „Arbeiter“) ist eine begattete Ameisen-Arbeiterin, die reproduktiv tätig ist und somit die Funktion einer Königin innehat. Gamergaten sind anatomisch nicht von anderen Arbeiterinnen zu unterscheiden.
Der Name wurde 1983 von William L. Brown geprägt und erstmals in einer Abhandlung in Die Naturwissenschaften 1984 von Christian Peeters und Robin Crewe verwendet.
Bei Arten mit Gamergaten gibt es üblicherweise keine gynomorphen Weibchen. Diese Art der Fortpflanzung ist nur bei 100 bis 200 Arten der Urameisen (Ponerinae) verbreitet, zum Beispiel bei Diacamma, Dinoponera und Pachycondyla, kommt aber auch bei einigen wenigen Arten in anderen Unterfamilien vor, zum Beispiel bei Megalomyrmex leoninus.

## Belege
1. ↑  Chr. Peeters, R. Crewe: Insemination controls the reproductive division of labour in a ponerine ant. In: Die Naturwissenschaften. Band 71, Nr. 1, 1984, S. 50–51, doi:10.1007/BF00365989.